# Ola de calor en España en 1995
La ola de calor de 1995 ha sido hasta el momento[¿cuándo?] la que ha dado registros de temperatura más altos en la mayoría de observatorios de España. Si bien la duración fue menor que la ola de calor de 2003, esta tuvo más intensidad y causó un altísimo número de víctimas.

## Meteorología
Las temperaturas fueron normales durante la primera quincena de julio cuando se registró una fuerte ola de calor en Estados Unidos y Canadá con registros de más de 40 °C en Nueva York y Chicago. A partir del 18 de julio las temperaturas comenzaron a subir de forma brusca debido al posicionamiento de una masa de aire sahariana sobre la península y vientos ligeros de levante, por lo que se superaron los registros históricos en observatorios de Andalucía, Extremadura, Castilla-La Mancha, Castilla y León y Madrid. En la costa mediterránea se dio la situación típica durante estas situaciones de bochorno y mínimas muy altas, pero no se alcanzaron los valores de la ola de calor del año anterior.
| Efemérides de temperatura máxima registradas en verano de 1995 | Efemérides de temperatura máxima registradas en verano de 1995 | Efemérides de temperatura máxima registradas en verano de 1995 | Efemérides de temperatura máxima registradas en verano de 1995 |
| -------------------------------------------------------------- | -------------------------------------------------------------- | -------------------------------------------------------------- | -------------------------------------------------------------- |
| Ciudad                                                         | Observatorio                                                   | Fecha                                                          | Temperatura (ºC)                                               |
| Córdoba                                                        | Aeropuerto                                                     | 23 de julio de 1995                                            | 46,6                                                           |
| Sevilla                                                        | Aeropuerto                                                     | 23 de julio de 1995                                            | 46,6                                                           |
| Sevilla                                                        | Tablada                                                        | 23 de julio de 1995                                            | 45,4                                                           |
| Jerez de la Frontera                                           | Observatorio                                                   | 23 de julio de 1995                                            | 44,7                                                           |
| Badajoz                                                        | Base aérea de Talavera la Real                                 | 23 de julio de 1995                                            | 44,4                                                           |
| Ciudad Real                                                    | Escuela de Magisterio                                          | 24 de julio de 1995                                            | 43,4                                                           |
| Granada                                                        | Aeropuerto                                                     | 22 de julio de 1995                                            | 42,6                                                           |
| Toledo                                                         | Buenavista                                                     | 24 de julio de 1995                                            | 42,4                                                           |
| Madrid                                                         | Aeropuerto de Barajas                                          | 24 de julio de 1995                                            | 42,2                                                           |
| Cáceres                                                        | Trujillo                                                       | 23 de julio de 1995                                            | 42,0                                                           |
| Getafe                                                         | Base Aérea                                                     | 24 de julio de 1995                                            | 41,6                                                           |
| Torrejón de Ardoz                                              | Base Aérea                                                     | 24 de julio de 1995                                            | 41,6                                                           |
| Albacete                                                       | Observatorio                                                   | 22 de julio de 1995                                            | 41,4                                                           |
| Guadalajara                                                    | El Serranillo                                                  | 24 de julio de 1995                                            | 41,0                                                           |
| Zamora                                                         | Observatorio                                                   | 24 de julio de 1995                                            | 41,0                                                           |
| Madrid                                                         | Cuatro Vientos                                                 | 24 de julio de 1995                                            | 40,6                                                           |
| Fuenterrabía                                                   | Aeropuerto                                                     | 25 de julio de 1995                                            | 40,4                                                           |
| Valladolid                                                     | Observatorio                                                   | 19 de julio de 1995                                            | 40,2                                                           |
| Valladolid                                                     | Villanubla                                                     | 24 de julio de 1995                                            | 39,4                                                           |
| Segovia                                                        | Observatorio                                                   | 24 de julio de 1995                                            | 38,6                                                           |
| Molina de Aragón                                               | Observatorio                                                   | 25 de julio de 1995                                            | 38,0                                                           |
| Ávila                                                          | Observatorio                                                   | 24 de julio de 1995                                            | 37,6                                                           |
| Teide                                                          | Izaña                                                          | 19 de julio de 1995                                            | 30,4                                                           |

Los 40 °C se superaron también en observatorios de Aragón, La Rioja, Navarra, Galicia, Región de Murcia y el interior de la Comunidad Valenciana, y la franja de los 45 °C abarcó todo el bajo valle del Guadalquivir con especial incidencia en las ciudades de Sevilla y Córdoba. Los récords de temperatura alcanzados en esta ola de calor sólo se han visto superados hasta la fecha únicamente en las ciudades de Badajoz y Jerez de la Frontera en 2003 y en Cáceres y Toledo en la ola de calor de agosto de 2012.